# Kyrkor uppkallade efter aposteln Andreas
Kyrkor uppkallade efter aposteln Andreas finns på många håll i världen. Aposteln Andreas betraktas som en av Jesu främsta apostlar. Listan är inte nödvändigtvis en komplett sammanställning.

## Albanien
- Rrënojat e Kishës së Shën Ndreut, Himara, ruin[1]

## Australien
- St Andrew's Church, Brighton, Anglikanska kyrkan i Australien[2]
- Saint Andrew's Uniting Church, Brisbane, Uniting Church in Australia[3]
- St Andrews Presbyterian Church, Crookwell[4]
- St Andrew's Cathedral, Sydney, Anglikanska kyrkan i Australien[5]

## Belgien
- Sint-Andrieskerk, Antwerpen, Romersk-katolska kyrkan[6]
- Sint-Andrieskerk, Balen, Romersk-katolska kyrkan[7]
- St Andrew's Church, Bryssel, Skotska kyrkan/Verenigde Protestantse Kerk in België[8]
- Église Saint-André, Liège, Romersk-katolska kyrkan[9]
- Sint-Andreaskerk, Lierneux, Romersk-katolska kyrkan[10]

## Belize
- St. Andrew's Anglican Church, San Ignacio, Church in the Province of the West Indies[11]

## Chile
- Iglesia de San Andrés, Pica, Romersk-katolska kyrkan[12]

## Danmark
- Sankt Andreas Kirke, Köpenhamn, Danska folkkyrkan[13]
- Sankt Andreas Kirke, Randers, Danska folkkyrkan[14]
- Sankt Andreas Kirke, Ordrup, Romersk-katolska kyrkan[15]

## Egypten
- St. Andrew's United Church of Cairo, internationell ekumenisk församling[16]

## Estland
- Andrease kirik, Pilistvere, evangelisk-luthersk[17]

## Filippinerna
- San Andres Apostol Parish Church, Bacarra, Romersk-katolska kyrkan[18]
- Saint Andrew the Apostle Church, Makati, Romersk-katolska kyrkan[19]
- The Cathedral Parish of St. Andrew i Parañaque, Romersk-katolska kyrkan[20]

## Finland
- Andreaskyrkan, Helsingfors, Missionskyrkan i Finland[21]
- Sankt Andreas kyrka, Lumparland, Evangelisk-lutherska kyrkan i Finland[22]

## Frankrike
- Église Saint-André, Abjat-sur-Bandiat, Romersk-katolska kyrkan[23]
- Église Saint-André, Agde, Romersk-katolska kyrkan[24]
- Église Saint-André, Angoulême, Romersk-katolska kyrkan[25]
- Église Saint-André, Annepont, Romersk-katolska kyrkan[26]
- Église Saint-André, Appeville-Annebault, Romersk-katolska kyrkan[27]
- Église Saint-André, Argent-sur-Sauldre, Romersk-katolska kyrkan[28]
- Église Saint-André, Auberville-la-Manuel, Romersk-katolska kyrkan[29]
- Église Saint-André, Autheuil-Authouillet, Romersk-katolska kyrkan[30]
- Église Saint-André, Auzet, Romersk-katolska kyrkan[31]
- Église Saint-André, Bannans, Romersk-katolska kyrkan[32]
- Église Saint-André, Bascassan, Romersk-katolska kyrkan[33]
- Église Saint-André, Belleu, Romersk-katolska kyrkan[34]
- Église Saint-André, Besse-et-Saint-Anastaise, Romersk-katolska kyrkan[35]
- Église Saint-André, Blancafort, Romersk-katolska kyrkan[36]
- Église Saint-André, Boissy-l'Aillerie, Romersk-katolska kyrkan[37]
- Cathédrale Saint-André, Bordeaux, Romersk-katolska kyrkan[38]
- Église Saint-André, Broin, Romersk-katolska kyrkan[39]
- Église Saint-André, Castellane, Romersk-katolska kyrkan[40]
- Église Saint-André, Cénac, Romersk-katolska kyrkan[41]
- Église Saint-André, Champagne, Romersk-katolska kyrkan[42]
- Eglise Saint-André, Château-Landon, kyrkoruin[43]
- Église Saint-André, Château-Renault, Romersk-katolska kyrkan[44]
- Église Saint-André, Châteauroux, Romersk-katolska kyrkan[45]
- Église Saint-André-et-Saint-Vincent-de-Paul, Châtillon-sur-Chalaronne, Romersk-katolska kyrkan[46]
- Église Saint-André, Chavin, Romersk-katolska kyrkan[47]
- Église Saint-André, Clion, Romersk-katolska kyrkan[48]
- Église Saint-André, Conqueyrac, Romersk-katolska kyrkan[49]
- Église Saint-André, Eichhoffen, Romersk-katolska kyrkan[50]
- Église Saint-André, Esley, Romersk-katolska kyrkan[51]
- Église Saint-André, Esparron-de-Verdon, Romersk-katolska kyrkan[52]
- Église Saint-André, Évol, Romersk-katolska kyrkan[53]
- Église Saint-André, Exideuil, Romersk-katolska kyrkan[54]
- Église Saint-André, Exmes, Romersk-katolska kyrkan[55]
- Église Saint-André, Ézy-sur-Eure, Romersk-katolska kyrkan[56]
- Église Saint-André, Fons, Romersk-katolska kyrkan[57]
- Église Saint-André, Frétigny, Romersk-katolska kyrkan[58]
- Église Saint-André-les-Cordeliers, Gap, Romersk-katolska kyrkan[59]
- Église Saint-André-Sainte-Hélène, La Garenne-Colombes, Romersk-katolska kyrkan[60]
- Collégiale Saint-André, Grenoble, Romersk-katolska kyrkan[61]
- Église Saint-André, Hem, Romersk-katolska kyrkan[62]
- Église Saint-André, Ifs, Romersk-katolska kyrkan[63]
- Église Saint-André, Javie[64]
- Église Saint-André, Joigny, Romersk-katolska kyrkan[65]
- Église Saint-André, Jullianges, Romersk-katolska kyrkan[66]
- Église Saint-André, Jussy-Champagne, Romersk-katolska kyrkan[67]
- Église Saint-André, Labastide-Esparbairenque, Romersk-katolska kyrkan[68]
- Église Saint-André, Lherm, Romersk-katolska kyrkan[69]
- Église Saint-André, Lille, Romersk-katolska kyrkan[70]
- Église Saint-André, Loreto-di-Casinca, Romersk-katolska kyrkan[71]
- Église Saint-André, Louzac-Saint-André, Romersk-katolska kyrkan[72]
- Église Saint-André, Lucmau, Romersk-katolska kyrkan[73]
- Église Saint-André, Mane, Romersk-katolska kyrkan[74]
- Église Saint-André, Marfaux, Romersk-katolska kyrkan[75]
- Église Saint-André, Massiac, Romersk-katolska kyrkan[76]
- Église Saint-André de Meymac, klosterkyrka i tidigare klostret Abbaye Saint-André i Meymac, Romersk-katolska kyrkan[77]
- Église Saint-André, Monflanquin, Romersk-katolska kyrkan[78]
- Église Saint-André, Montagnac, Romersk-katolska kyrkan[79]
- Église Saint-André, Montolieu, Romersk-katolska kyrkan[80]
- Église Saint-André, Montpezat, Romersk-katolska kyrkan[81]
- Église Saint-André, Niort, Romersk-katolska kyrkan[82]
- Église Saint-André-des-Arts, Paris, riven 1807[83]
- Église Saint-André-de-l'Europe, Paris, Romersk-katolska kyrkan[84]
- Église Saint-André, Parleboscq, Romersk-katolska kyrkan[85]
- Église Saint-André, Patay, Romersk-katolska kyrkan[86]
- Église Saint-André, Pellegrue, Romersk-katolska kyrkan[87]
- Église Saint-André, Prades, Romersk-katolska kyrkan[88]
- Église Saint-André, Revest-Saint-Martin, Romersk-katolska kyrkan[89]
- Église Saint-André, Rivesaltes, Romersk-katolska kyrkan[90]
- Eglise Saint-André au cimetière, Rivesaltes, Romersk-katolska kyrkan[91]
- Église Saint-André, Rosnay, Romersk-katolska kyrkan[92]
- Église Saint-André, Rouen, Romersk-katolska kyrkan[93]
- Église Saint-André, Ruffec, Romersk-katolska kyrkan[94]
- Église Saint-André, Saint-André-de-Bâgé, Romersk-katolska kyrkan[95]
- Église Saint-André, Saint-André-d'Hébertot, Romersk-katolska kyrkan[96]
- Église Saint-André, Saint-André-en-Terre-Plaine, Romersk-katolska kyrkan[97]
- Église Saint-André, Saint-André-le-Coq, Romersk-katolska kyrkan[98]
- St-André-de-Sorède, Saint-André, Pyrénées-Orientales, tidigare klosterkyrka[99]
- Église Saint-André, Saint-André-les-Vergers, Romersk-katolska kyrkan[100]
- Église Saint-André, Saint-Maurice, Romersk-katolska kyrkan[101]
- Église Saint-André, Sancerre, Romersk-katolska kyrkan[102]
- Église Saint-André, Sauveterre-de-Béarn, Romersk-katolska kyrkan[103]
- Église Saint-André de Souvignargues, kyrkoruin[104]
- Église Saint-André, Taxat, ur bruk[105]
- Église Saint-André-de-Carabaisse, Tournon-d'Agenais, Romersk-katolska kyrkan[106]
- Église Saint-André, Valignat, Romersk-katolska kyrkan[107]
- Église Saint-André, Willgottheim, Romersk-katolska kyrkan[108]
- Église Saint-André, Wissembourg, Romersk-katolska kyrkan[109]

## Georgien
- Sankt Andreas katedral i Bitjvinta, Georgiska apostoliska, autokefala och ortodoxa kyrkan

## Grekland
- Agios Andreas, Patras, Grekisk-ortodoxa kyrkan[110]

## Indien
- St. Andrew's Church, Chennai, Skotska kyrkan[111]
- St. Andrew's Church, Kovilthottam, Romersk-katolska kyrkan[112]
- St. Andrew's Church, Mumbai, Romersk-katolska kyrkan[113]

## Irland
- St Andrew's Church, Andrew Street, Dublin, Irländska kyrkan, ur bruk[114]
- St Andrew's Church, Westland Row, Dublin, Romersk-katolska kyrkan[115]
- St Andrew's Church, Malahide, Dublin, Irländska kyrkan[116]
- St Andrew's Prespyterian Church, Blackrock, Dublin, Presbyterian Church in Ireland[117]

## Israel
- St. Andrew's Church, Jerusalem, Skotska kyrkan[118]

## Italien

### Rom
- Santi Andrea e Bartolomeo, Romersk-katolska kyrkan[119]
- Sant'Andrea Apostolo in Castel di Decima, Romersk-katolska kyrkan[120]
- Sant'Andrea Catabarbara, Romersk-katolska kyrkan, riven 1930[121]
- Sant'Andrea de Biberatica, Romersk-katolska kyrkan, riven på 1500-talet[122]
- Sant'Andrea degli Scozzesi, Romersk-katolska kyrkan, dekonsekrerad 1962[123]
- Sant'Andrea in Via Flaminia, Romersk-katolska kyrkan[124]
- Sant'Andrea della Colonna, Romersk-katolska kyrkan, riven 1586[125]
- Oratorio di Sant'Andrea a Ponte Milvio, Romersk-katolska kyrkan[126]
- Oratorio di Sant'Andrea al Celio, Romersk-katolska kyrkan[127]
- Oratorio di Sant'Andrea dei Pescivendoli, Romersk-katolska kyrkan, dekonsekrerad på 1900-talet[128]
- St Andrew's Church, Rom, Skotska kyrkan[129]
- Sant'Andrea al Quirinale, Romersk-katolska kyrkan[130]
- Sant'Andrea della Valle, Romersk-katolska kyrkan[131]
- Sant'Andrea delle Fratte, Romersk-katolska kyrkan[132]
- Santi Claudio e Andrea dei Borgognoni, Romersk-katolska kyrkan[133]

### Övriga Italien
- Katedralen i Amalfi (cattedrale di Sant'Andrea), Romersk-katolska kyrkan[134]
- Chiesa di Sant'Andrea, Arcidosso, Romersk-katolska kyrkan[135]
- Cattedrale di Sant'Andrea, Asola, Romersk-katolska kyrkan[136]
- Santuario di Sant'Andrea, Aurigo, Romersk-katolska kyrkan[137]
- Chiesa di Sant'Andrea, Bergamo, Romersk-katolska kyrkan[138]
- Chiesa di Sant'Andrea di Quarto Superiore, Bologna, Romersk-katolska kyrkan[139]
- Abbazia di Sant'Andrea, Borzone, Romersk-katolska kyrkan[140]
- Pieve di Sant'Andrea, Buggiano, Romersk-katolska kyrkan[141]
- Chiesa di Sant'Andrea, Camoggiano[142]
- Chiesa di Sant'Andrea apostolo e della Beata Vergine Maria di Lourdes, Campodarsego, Romersk-katolska kyrkan[143]
- Chiesa di Sant'Andrea, Campomorone, Romersk-katolska kyrkan[144]
- Chiesa di Sant'Andrea, Carasso, Romersk-katolska kyrkan[145]
- Domkyrkan i Carrara, L'Insigne Collegiata Abbazia Mitrata di Sant'Andrea Apostolo, Romersk-katolska kyrkan[146]
- Chiesa di Sant'Andrea di Bovarizia, Caserza, kyrkoruin[147]
- Chiesa di Sant'Andrea, Casola in Lunigiana, Romersk-katolska kyrkan[148]
- Chiesa di Sant'Andrea, Castiglioncello del Trinoro, Romersk-katolska kyrkan[149]
- Chiesa di Sant'Andrea Apostolo, Castiglione della Pescaia, Romersk-katolska kyrkan[150]
- Pieve di Sant'Andrea, Cercina, Romersk-katolska kyrkan[151]
- Chiesa di Sant'Andrea Apostolo, Cervia, Romersk-katolska kyrkan[152][153]
- Chiesa di Sant'Andrea, Chiusa, Romersk-katolska kyrkan[154]
- Chiesa di Sant'Andrea, Chiusanico, Romersk-katolska kyrkan[155]
- Chiesa di Sant'Andrea Apostolo. Cucigliana, Romersk-katolska kyrkan[156]
- Chiesa di Sant'Andrea, Davagna, Romersk-katolska kyrkan[157]
- Collegiata di Sant'Andrea, Empoli, Romersk-katolska kyrkan[158]
- Chiesa di Sant'Andrea, Faido, Romersk-katolska kyrkan[159]
- Chiesa e monastero di Sant'Andrea, Ferrara, Romersk-katolska kyrkan[160]
- Chiesa di Sant'Andrea, Florens, Romersk-katolska kyrkan[161]
- Chiesa del Gesù e dei Santi Ambrogio e Andrea, Genua, Romersk-katolska kyrkan[162]
- Chiesa di Sant'Andrea Apostolo, Giuncugnano, Romersk-katolska kyrkan[163]
- Chiesa di Sant'Andrea di Morego, Genua, Romersk-katolska kyrkan[164]
- Chiesa di Sant'Andrea, Levanto, Romersk-katolska kyrkan[165]
- Chiesa di Sant'Andrea, Livorno, Romersk-katolska kyrkan[166]
- Pieve di Sant'Andrea, Livorno, Romersk-katolska kyrkan[167]
- Badia di Sant'Andrea, Loro Ciuffenna, Romersk-katolska kyrkan[168]
- Chiesa di Sant'Andrea, Lucca, Romersk-katolska kyrkan[169]
- Chiesa di Sant'Andrea di Gattaiola, Lucca, Romersk-katolska kyrkan[170]
- Chiesa di Sant'Andrea di Maggiano, Lucca, Romersk-katolska kyrkan[171]
- Chiesa di Sant'Andrea di Saltocchio, Lucca, Romersk-katolska kyrkan[172]
- Chiesa di Sant'Andrea di Tempagnano, Lucca, Romersk-katolska kyrkan[173]
- Chiesa di Sant'Andrea Vecchia, Malegno, Romersk-katolska kyrkan[174]
- Basilica di Sant'Andrea, Mantua, Romersk-katolska kyrkan[175]
- Chiesa di Sant'Andrea Apostolo, Massa Castello, Romersk-katolska kyrkan[176]
- Chiesa dei Santi Jacopo e Andrea, Massarosa, Romersk-katolska kyrkan[177]
- Chiesa di Sant'Andrea Apostolo, Mioglia, Romersk-katolska kyrkan[178]
- Badia Ardenga, även chiesa di Sant'Andrea Apostolo, Montalcino, Romersk-katolska kyrkan[179]
- Chiesa di Sant'Andrea Apostolo a Miemo, Montecatini Val di Cecina, Romersk-katolska kyrkan[180]
- Pieve di Sant'Andrea, Montedivalli, Romersk-katolska kyrkan[181]
- Chiesa di Sant'Andrea Apostolo a Cennano, Montevarchi, Romersk-katolska kyrkan[182]
- Chiesa di Sant'Andrea, Monteverdi Marittimo, Romersk-katolska kyrkan[183]
- Pieve di Sant'Andrea di Furfalo, Marliana, kyrkoruin[184]
- Chiesa di Sant'Andrea, Montebuono, Romersk-katolska kyrkan[185]
- Chiesa di Sant'Andrea Apostolo, Montemassi, Romersk-katolska kyrkan[186]
- Chiesa di Sant'Andrea Apostolo detta dei Gattoli, Napoli, Romersk-katolska kyrkan[187]
- Chiesa di Sant'Andrea dei Cocchieri, Napoli, Romersk-katolska kyrkan[188]
- Chiesa di Sant'Andrea dei Cocchieri, Napoli, Romersk-katolska kyrkan[188]
- Complesso di Sant'Andrea delle Dame, Napoli, Romersk-katolska kyrkan[189]
- Chiesa di Sant'Andrea, Orani, kyrkoruin[190]
- Chiesa di Sant'Andrea Apostolo, Orani, Romersk-katolska kyrkan[191]
- Chiesa di Sant'Andrea, Orvieto, Romersk-katolska kyrkan[192]
- Chiesa di Sant'Andrea, Parma, Romersk-katolska kyrkan[193]
- Domkyrkan i Pergola, även chiesa di Sant'Andrea apostolo, Romersk-katolska kyrkan[194]
- Pieve dei Santi Bartolomeo e Andrea, Pescia, Romersk-katolska kyrkan[195]
- Pieve di Sant'Andrea, Pistoia, Romersk-katolska kyrkan[196]
- Chiesa di Sant'Andrea, Plodio, Romersk-katolska kyrkan[197]
- Chiesa di Sant'Andrea, Pralboino, Romersk-katolska kyrkan[198]
- Chiesa di Sant'Andrea, Quartu Sant'Elena, Romersk-katolska kyrkan[199]
- Oratorio di Sant'Andrea Apostolo, Rosignano Marittimo, Romersk-katolska kyrkan[200]
- Chiesa di Sant'Andrea de Lavina, Salerno, Romersk-katolska kyrkan[201]
- Chiesa di Sant'Andrea a Luiano, San Casciano in Val di Pesa, Romersk-katolska kyrkan[202]
- Pieve di Sant'Andrea, Sarzana, Romersk-katolska kyrkan[203]
- Chiesa di Sant'Andrea Apostolo, Savona, Romersk-katolska kyrkan[204]
- Chiesa di Sant'Andrea, Siena, Romersk-katolska kyrkan[205]
- Chiesa di Sant'Andrea a Soiana, Terricciola, Romersk-katolska kyrkan[206]
- Chiesa di Sant'Andrea, Torcello, Arkeologiskt utgrävd kyrka raserad på 1400-talet[207]
- Chiesa di Sant'Andrea Apostolo, Tortolì, Romersk-katolska kyrkan[208]
- Chiesa dei Santi Pietro e Andrea, Trequanda, Romersk-katolska kyrkan[209]
- Chiesa di Sant'Andrea in Riva, Treviso, Romersk-katolska kyrkan[210]
- Chiesa di Sant'Andrea, Varese Ligure, Romersk-katolska kyrkan[211]
- Concattedrale di Sant'Andrea, Venosa, Romersk-katolska kyrkan[212]
- Basilica di Sant'Andrea, Vercelli, Romersk-katolska kyrkan[213]
- Concattedrale di Sant'Andrea, Veroli, Romersk-katolska kyrkan[214]
- Chiesa di Sant'Andrea, Viareggio, Romersk-katolska kyrkan[215]
- Chiesa di Sant'Andrea a Barbiana, Vicchio, Romersk-katolska kyrkan[216]
- Pieve di Sant'Andrea di Bigonzo, Vittorio Veneto, Romersk-katolska kyrkan[217]
- Chiesa di Sant'Andrea, Volpago del Montello, Romersk-katolska kyrkan[218]
- Chiesa di Sant'Andrea Apostolo, Volterra, Romersk-katolska kyrkan[219]

## Japan
- St. Andrew's Cathedral, Tokyo, Anglikanska kyrkan i Japan[220]
- St. Andrew's Cathedral, Yokohama, Anglikanska kyrkan i Japan[221]

## Kanada

### Alberta
- St. Andrew's United Church, Cochrane[222]
- St. Andrew's United Church, Edmonton, United Church of Canada[223]
- St. Andrew's United Church, Lacombe, United Church of Canada[224]
- St. Andrew's United Church, Spruce Grove, United Church of Canada[225]

### British Columbia
- St. Andrew's United Church, Enderby[226]
- St. Andrew’s United Church & Centre for Peace, Golden, United Church of Canada[227]
- St. Andrew's United Church, Nanaimo, United Church of Canada[228]
- St. Andrew's United Church, Port Moody, United Church of Canada[229]
- St. Andrew's United Church, Rossland[230]
- St. Andrew's United Church, Vancouver, United Church of Canada[231]
- St. Andrew's Cathedral, Victoria, Romersk-katolska kyrkan[232]
- St. Andrew's United Church, Williams Lake, United Church of Canada[233]

### Manitoba
- St. Andrew's River Heights United Church, Winnipeg, United Church of Canada[234]

### New Brunswick
- St. Andrew's United Church, Harvey Station, United Church of Canada[235]
- St. Andrew's United Church, Miramichi, United Church of Canada[236]
- St. Andrews Baptist Church, St Andrews, Convention of Atlantic Baptist Churches[237]

### Nova Scotia
- St. Andrew's United Church, Halifax, United Church of Canada[238]
- St. Andrew's United Church, Truro, United Church of Canada[239]

### Ontario
- Grace St. Andrew's United Church, Arnprior, United Church of Canada[240]
- St. Andrew's United Church, Beaverton, United Church of Canada[241]
- St. Andrew's United Church, Brantford, United Church of Canada[242]
- St. Andrew's United Church, Chalk River, United Church of Canada[243]
- Trinity-St. Andrew's United Church, Brighton, United Church of Canada[244]
- St. Andrew's United Church, Chatham, United Church of Canada[245]
- St. Andrew's United Church, Comber, United Church of Canada[246]
- St. Andrew's United Church, Cumberland[247]
- St. Andrew's United Church, Fitzroy Harbour, United Church of Canada[248]
- St. Andrew's United Church, Georgetown, United Church of Canada[249]
- St. Andrew's United Church, Grafton, United Church of Canada[250]
- St. Andrew's United Church, Hallville, United Church of Canada[251]
- St. Andrew's United Church, Hamilton, United Church of Canada[252]
- St. Andrew's United Church, Heckston, United Church of Canada[253]
- St. Andrew's United Church, Kenora, United Church of Canada[254]
- St. Andrew's By-The-Lake, Kingston, United Church of Canada[255]
- St. Andrew's Presbyterian Church, Kingston, presbyteriansk kyrka[256]
- St. Andrew's United Church, Lanark, United Church of Canada[257]
- First-St. Andrew's United Church, London, Ontario, United Church of Canada[258]
- St. Andrew's United Church, Matawatchan, United Church of Canada[259]
- Metcalfe St. Andrews United Church, United Church of Canada[260]
- St. Andrew's United Church, Niagara Falls[261]
- St. Andrew's United Church, North Bay, United Church of Canada[262]
- St. Andrew's United Church, Peterborough, United Church of Canada[263]
- St. Andrew's United Church, Port Dalhousie, United Church of Canada[264]
- Trinity-St. Andrew's United Church, Renfrew, United Church of Canada[265]
- St. Andrew's United Church, Sault Ste Marie, United Church of Canada[266]
- St. Andrew's United Church, South Buxton, United Church of Canada[267]
- St. Andrew's United Church, St. Thomas[268]
- St. Andrew's United Church, Sudbury, United Church of Canada[269]
- St. Andrew's Church, Thunder Bay, Romersk-katolska kyrkan[270]
- St. Andrew's Church, Toronto, presbyteriansk kyrka[271]
- St. Andrew's United Church, Toronto, United Church of Canada[272]
- St. Andrew's Evangelical Lutheran Church, Toronto, luthersk kyrka (en lettisk och en litauisk församling)[273]
- St. Andrew's United Church, Westwood, United Church of Canada[274]
- St. Andrew's United Church, Williamstown, United Church of Canada[275]

### Prince Edward Island
- St. Andrew's Presbyterian Church, Montague, presbyteriansk kyrkan[276]

### Québec
- The Church of St. Andrew and St. Paul, Montréal, Presbyterian Church in Canada[277]
- St. Andrew's Church, Quebec City, Presbyterian Church in Canada[278]

### Saskatchewan
- St. Andrew's United Church, Moose Jaw, United Church of Canada[279]
- St. Andrew's United Church, Yorkton, United Church of Canada[280]
- Église Saint-André de Kamouraska, Saint-André, Romersk-katolska kyrkan[281]

## Kazakstan
- Sankt Andreas katedral, Öskemen, Rysk-ortodoxa kyrkan[282]

## Kina
- St. Andrew's Church, Kowloon, Hong Kong Sheng Kung Hui[283]

## Litauen
- Šv. apaštalo Andriejaus bažnyčia, Endriejavo, Romersk-katolska kyrkan[284]
- Šv. apaštalo Andriejaus bažnyčia, Laukžemė, Romersk-katolska kyrkan[285]
- Šv. apaštalo Andriejaus bažnyčia, Tūbausių, Romersk-katolska kyrkan[286]
- Šv. apaštalo Andriejaus bažnyčia, Velykiai, Romersk-katolska kyrkan[287]

## Malta
- Église Saint-André, Lija, Romersk-katolska kyrkan[288]
- Église Saint-André, Luqa, Romersk-katolska kyrkan[289]
- St. Andrew's Scots Church, Valletta, Skotska kyrkan/Brittiska Metodistkyrkan[290]

## Marocko
- Church of Saint Andrew, Tanger, anglikansk kyrka[291]

## Mexiko
- Templo de San Andrés Apóstol, Míxquic[292]

## Nederländerna
- Andrieskerk, Amerongen, reformert kyrka[293]
- Andrieskerk, Amsterdam, Kristensamfundet[294]
- Andreaskerk, Dordrecht, Protestantiska kyrkan i Nederländerna[295]
- Sint-Andreaskerk, Groessen, Romersk-katolska kyrkan[296]
- Grote of Andreaskerk, Hattem, reformert kyrka[297]
- Andreaskerk, Katwijk, Protestantiska kyrkan i Nederländerna[298]
- Sint-Andreaskerk, Kwintsheul, Romersk-katolska kyrkan[299]
- Sint-Andreaskerk, Melick, Romersk-katolska kyrkan[300]
- Gamla Sint-Andreaskerk, Melick, Romersk-katolska kyrkan 1867–1945[301]
- Andrieskerk, Nuenen, Romersk-katolsk kyrka 1964–2007[302]
- Andreaskerk, Rotterdam, evangelisk-luthersk kyrka[303]
- Sint-Andreaskerk, Steenwijkerwold, Romersk-katolska kyrkan[304]
- Sint-Andreaskerk, Velden, Romersk-katolska kyrkan[305]
- Andreaskerk, Westeremden, Reformerta kyrkor i Nederländerna (befriade)[306]
- Andreaskerk, Wijnaldum, Protestantiska kyrkan i Nederländerna[307]

## Pakistan
- St. Andrew's Church, Karachi, Church of Pakistan (ursprungligen Skotska kyrkan)[308]
- St. Andrew's Church, Lahore[309]

## Polen
- Kościół św. Andrzeja Apostoła, Barczewo, Romersk-katolska kyrkan[310]
- Kościół św. Andrzeja Apostoła, Brody, Romersk-katolska kyrkan[311]
- Bazylika archikatedralna Wniebowzięcia Najświętszej Maryi Panny i św. Andrzeja, Frombork, Romersk-katolska kyrkan[312]
- Kościół Apostołów Piotra i Andrzeja, Jedlińsku, Romersk-katolska kyrkan[313]
- Kościół św. Andrzeja Apostoła, Konin, Romersk-katolska kyrkan[314]
- Kościół Świętego Andrzeja, Kraków, Romersk-katolska kyrkan[315]
- Bazylika kolegiacka św. Andrzeja Apostoła, Olkuszu, Romersk-katolska kyrkan[316]
- Kościół św. Andrzeja Apostoła, Poznań, Romersk-katolska kyrkan[317]
- Kościół św. Andrzeja Apostoła, Rożnowicach, Romersk-katolska kyrkan[318]
- Kościół św. Andrzeja, Szprotawie, Romersk-katolska kyrkan[319]
- Kościół św. Brata Alberta i św. Andrzeja Apostoła, Warszawa, Romersk-katolska kyrkan[320]
- Kościół św. Andrzeja Apostoła, Zabrze, Romersk-katolska kyrkan[321]

## Portugal
- St Andrew's Church, Lissabon, Skotska kyrkan[322]
- Igreja de Santo André, Vila Boa de Quires[323]
- Igreja de Santo André, Mafra, Romersk-katolska kyrkan[324]

## Ryssland
- Sankt Andreas katedral, Kronstadt (Собор Андрея Первозванного), Rysk-ortodoxa kyrkan, riven av den sovjetiska regimen 1932[325]
- St. Andrew's Anglican Church, Moskva, anglikansk kyrka[326]
- Sankt Andreas katedral, Sankt Petersburg, Rysk-ortodoxa kyrkan[327]

## San Marino
- Chiesa di Sant'Andrea, Acquaviva, Romersk-katolska kyrkan[328]
- Chiesa di Sant'Andrea, Serravalle, Romersk-katolska kyrkan[329]

## Schweiz
- Andreaskapelle, Holderstock, Romersk-katolska kyrkan[330]
- Chiesa dei Santi Abbondio e Andrea, Sant'Abbondio, Romersk-katolska kyrkan[331]
- St. Andreas, Uster, Romersk-katolska kyrkan[332]
- Andreaskirche, Sihlfeld, Zürich, reformert kyrka[333]

## Singapore
- St Andrew's Cathedral, Singapore, Anglikanska kyrkan[334]

## Slovakien
- Kostol svätého Ondreja, Komárno, Romersk-katolska kyrkan[335]
- Kostol svätého Ondreja, Krásno nad Kysucou, Romersk-katolska kyrkan[336]
- Kostol svätého Ondreja, Pucov, Romersk-katolska kyrkan[337]

## Spanien
- Iglesia de San Andrés, Abay[338]
- Iglesia de San Andrés, Aguilar de Campos, Romersk-katolska kyrkan[339]
- Iglesia de San Andrés Apóstol, San Andrés, Romersk-katolska kyrkan[340]
- Iglesia de San Andrés, Ávila, Romersk-katolska kyrkan[341]
- Iglesia de San Andrés, La Alcudia, Romersk-katolska kyrkan[342][343]
- Iglesia de San Andrés, Almoradí, Romersk-katolska kyrkan[344]
- Iglesia de San Andrés, Anguiano, Romersk-katolska kyrkan[345]
- Iglesia de San Andrés, Argomilla, Romersk-katolska kyrkan[346]
- Iglesia de San Andrés de Astigarribia, Motrico, Romersk-katolska kyrkan[347]
- Iglesia de San Andrés, Ávila, Romersk-katolska kyrkan[341][348]
- Iglesia de San Andrés, Baeza, Romersk-katolska kyrkan[349]
- Iglesia de San Andrés, Baltarga[350]
- Iglesia de San Andrés, Bedriñana, Romersk-katolska kyrkan[351]
- Iglesia de San Andrés Apóstol, Benimeli[352]
- Iglesia de San Andrés, Calatayud, Romersk-katolska kyrkan[353]
- Iglesia de San Andrés, Cantalejo, Romersk-katolska kyrkan[354]
- Iglesia de San Andrés, Córdoba, Romersk-katolska kyrkan[355]
- Iglesia de Sant Andreu, Satué, Romersk-katolska kyrkan[356]
- Iglesia de San Andrés, Cotillo, Romersk-katolska kyrkan[357]
- Iglesia de San Andrés, Cuéllar, Romersk-katolska kyrkan[358]
- Iglesia de San Andrés, Cuenca[359]
- Iglesia de San Andrés, Éibar, Romersk-katolska kyrkan[360]
- Iglesia de San Andrés, Elciego[361]
- Iglesia de San Andrés, Encinasola[362]
- Iglesia de San Andrés, Jaén, Romersk-katolska kyrkan[363]
- Iglesia de San Andrés, Madrid, Romersk-katolska kyrkan[364]
- Iglesia de San Andrés Apóstol, Navalmoral de la Mata[365]
- Iglesia de San Andrés, Olmedo[366]
- Iglesia de San Andrés, Pecharromán, Romersk-katolska kyrkan[367]
- Iglesia de San Andrés, Ponferrada, Romersk-katolska kyrkan[368]
- Iglesia de San Andrés, Pola de Allande[369]
- Iglesia de San Andrés, Rasines, Romersk-katolska kyrkan[370]
- Iglesia de San Andrés, Sagàs[371]
- Iglesia de San Andrés Apóstol, San Andrés, Romersk-katolska kyrkan[340]
- Sant Andreu de Sos, Sesué, Romersk-katolska kyrkan[372]
- Iglesia de San Andrés, Sevilla, Romersk-katolska kyrkan[373]
- Iglesia de San Andrés, Soto de Bureba[374]
- San Andrés, Sorripas, Romersk-katolska kyrkan[375]
- Iglesia de San Andrés, Toledo[376]
- Iglesia de San Andrés, Uncastillo[377]
- Iglesia de San Juan de la Cruz, Valencia[378]
- Iglesia de San Andrés, Valladolid, Romersk-katolska kyrkan[379]
- Iglesia de San Andrés, Valvieja, Romersk-katolska kyrkan[380]
- Iglesia de San Andrés, Villanueva del Arzobispo[381]

## Storbritannien

### England
- St Andrew's Church, Aikton, Engelska kyrkan[382]
- St Andrew's Garrison Church, Aldershot, armekyrka med starka band till Skotska kyrkan[383]
- St Andrew's Church, Alfriston, Engelska kyrkan[384]
- St Andrew's Church, Ashton-on-Ribble, Engelska kyrkan[385]
- St Andrew's Church, Backwell, Engelska kyrkan[386]
- St Andrew's Church, Banwell, Engelska kyrkan[387]
- St Andrew's Church, Bebington, Engelska kyrkan[388]
- St Andrew's Church, Blackburn, Engelska kyrkan[389]
- St Andrew's Church, Brympton, Engelska kyrkan[390]
- St Andrew's Church, Buckland, Engelska kyrkan[391]
- St Andrew's Church, Burnham-on-Sea, Engelska kyrkan[392]
- St Andrew's Church, Burnley, Engelska kyrkan[393]
- St Andrew's Church, Bywell, Engelska kyrkan[394]
- St. Andrew's United Reformed Church, Canterbury, United Reformed Church[395]
- St Andrew's Church, Caunton, Engelska kyrkan[396]
- St Andrew's Church, Chale, Engelska kyrkan[397]
- St Andrew's Church, Cheddar, Engelska kyrkan[398]
- St Andrew's Church, Chester, tidigare presbyteriansk kyrka[399]
- St Andrew's Church, Chew Stoke, Engelska kyrkan[400]
- St Andrew's Church, Chew Magna, Engelska kyrkan[401]
- St Andrew's Church, Chippenham, Engelska kyrkan[402]
- St Andrew's Church, Clevedon, Engelska kyrkan[403]
- St Andrew's Church, Compton Bishop, Engelska kyrkan[404]
- St Andrew's Church, Congresbury, Engelska kyrkan[405]
- St Andrew's Church, Covehithe, Engelska kyrkan[406]
- St Andrew's Church, Cranford, Engelska kyrkan[407]
- St Andrew's Church, Crosby Garrett, Engelska kyrkan[408]
- St Andrew's Church, Croydon, London, Engelska kyrkan[409]
- St Andrew's Church, Curry Rivel, Engelska kyrkan[410]
- St Andrew's Church, Dacre, Engelska kyrkan[411]
- St Andrew's United Reform Church Dartford, United Reformed Church[412]
- St Andrew's Church, Dent, Engelska kyrkan[413]
- St Andrew's Church, Earlsfield, London, Engelska kyrkan[414]
- St Andrew's Church, Enfield, London, Engelska kyrkan[415]
- St Andrew's Church, Farnham, Engelska kyrkan[416]
- St Andrew's Church, Frenze, Engelska kyrkan[417]
- St Andrew’s Church, Great Finborough, Engelska kyrkan[418]
- St Andrew's Church, Great Ness, Engelska kyrkan[419]
- Greensted Church, officiellt The Church of St Andrew, Greensted-juxta-Ongar, Engelska kyrkan[420]
- St Andrew's Church, Gunton, Engelska kyrkan[421]
- St Andrew's Church, Ham, London, Engelska kyrkan[422]
- St Andrew's Church, High Ham, Engelska kyrkan[423]
- St Andrew's Church, Hempstead, Engelska kyrkan[424]
- St Andrew's Church, Church Road, Hove, Engelska kyrkan[425]
- St Andrew's Church, Waterloo Street, Hove, Engelska kyrkan[426]
- Old St Andrew's Church, Kingsbury, London, Engelska kyrkan, ur bruk[427]
- St Andrew's Church, Langar, Engelska kyrkan[428]
- St Andrew's Church, Leyland, Engelska kyrkan[429]
- St Andrew's Church, Liverpool, Tidigare skotsk presbyteriansk kyrka[430]
- St Andrew's United Reformed Church, Brockley, London, United Reformed Church[431]
- St Andrew-by-the-Wardrobe, i London, Engelska kyrkan[432]
- St Andrew's United Reformed Church, Cheam, London, United Reformed Church[433]
- St Andrew's United Reformed Church, Ealing, London, United Reformed Church[434]
- St Andrew's Church, Hornchurch, London, Engelska kyrkan[435]
- St Andrew, Holborn, London, Engelska kyrkan[436]
- St Andrew Undershaft, London, Engelska kyrkan[437]
- St Andrew's Church, Mells, Engelska kyrkan[438]
- St Andrew's Church, Nottingham, Engelska kyrkan[439]
- St Andrew's Church, Old Cleeve, Engelska kyrkan[440]
- St Andrew's Church, Oxford, Engelska kyrkan[441]
- St Andrew's Church, Headington, Oxford, Engelska kyrkan[442]
- St Andrew's Church, Penrith, Engelska kyrkan[443]
- St Andrew's Church, Plymouth, Engelska kyrkan[444]
- St Andrew's Church, Roker, Engelska kyrkan[445]
- St Andrew's Church, Sapiston, Engelska kyrkan, ur bruk[446]
- St Andrew's Church, Sedbergh, Engelska kyrkan[447]
- St. Andrew's United Reformed Church, Sheffield, United Reformed Church[448]
- St Andrew's Church, Shotley, Engelska kyrkan, ur bruk[449]
- St Andrew's Church, Skegby, Engelska kyrkan[450]
- St Andrew's Church, Slaidburn, Engelska kyrkan[451]
- St Andrew's Church, Starbeck, Engelska kyrkan[452]
- St Andrew's Church, Steeple Gidding, Engelska kyrkan, ur bruk[453]
- St Andrew's Church, Stogursey, Engelska kyrkan[454]
- St Andrew's Church, Stoke Newington, London, Engelska kyrkan[455]
- St Andrew's Church, Sonning, Engelska kyrkan[456]
- St Andrew's Church, South Huish, ruin[457]
- St Andrew's Church, Stratton, Engelska kyrkan[458]
- St Andrew's Church, Tangmere, Engelska kyrkan[459]
- St Andrew's Church, Tarvin, Engelska kyrkan[460]
- St Andrew's Church, Totteridge, London, Engelska kyrkan[461]
- St Andrew's Church, Walpole, Engelska kyrkan, ur bruk[462]
- St Andrew's Church, Wanborough, Engelska kyrkan[463]
- St Andrew's Church, West Bromwich, Engelska kyrkan/Brittiska Metodistkyrkan[464]
- St Andrew's Church, West Kirby, Engelska kyrkan[465]
- St Andrew's Church, Whitestaunton, Engelska kyrkan[466]
- St Andrew's Church, Willingale, Engelska kyrkan, ur bruk[467]
- St Andrew's Church, Goldsworth Park, Engelska kyrkan[468]
- St Andrew's Church, West Tarring, Engelska kyrkan[469]
- St Andrew's Church, Woodwalton, Engelska kyrkan, ur bruk[470]
- St Andrew's Church, Worthing, Engelska kyrkan[471]
- St Andrew's Church, Wroxeter, Engelska kyrkan, ur bruk[472]
- St Andrew's Church, Yardley Hastings, Engelska kyrkan[473]
- St Andrew, St Andrewgate, York, Plymouthbröderna[474]

### Nordirland
- St Andrew's Church, Rosetta Road, Belfast, Presbyterian Church in Ireland[475]
- St Andrew's Church, Glencairn, Belfast, Irländska kyrkan/Metodistkyrkan i Irland[476]

### Skottland
- St Andrew's Cathedral, Aberdeen, Skotska episkopalkyrkan[477]
- St Andrew's Parish Church, Arbroath, Skotska kyrkan[478]
- St Andrew's Cathedral, Dundee, Romersk-katolska kyrkan[479]
- St Andrew's and St George's West Church, Edinburgh, Skotska kyrkan[480]
- St Andrew's West, Falkirk, Skotska kyrkan[481]
- St Andrew's Cathedral, Glasgow, Romersk-katolska kyrkan[482]
- St Andrew's-by-the-Green, Glasgow, tidigare episkopal kyrka, nu i profan funktion[483]
- St Andrew's in the Square, Glasgow, tidigare presbyteriansk kyrka, nu i profan funktion[484]
- Cathedral Church of Saint Andrew, Inverness, Skotska episkopalkyrkan[485]
- St Andrew’s Church, Port Glasgow, Skotska kyrkan[486]
- St Andrew’s Roman Catholic Church, Rothesay, Romersk-katolska kyrkan[487]

### Wales
- St Andrew's Church, Bayvil, Kyrkan i Wales, ur bruk[488]
- St Andrew’s Church, Penrice, Kyrkan i Wales[489]

### Gibraltar
- St Andrew's Church, Gibraltar, Skotska kyrkan[490]

## Sverige
- Sankt Andreas kyrka, Eskilstuna, Svenska kyrkan[491]
- Andreaskyrkan, Flen uppgick 2010 i Centrumkyrkan, Flen[492]
- Andreaskyrkan, Gävle, EFS/Svenska kyrkan, stängdes 2004[493]
- Saint Andrew's Church, Göteborg, Engelska kyrkan[494]
- Sankt Andreas kyrka, Helsingborg, Svenska kyrkan[495]
- Andreaskyrkan, Klippan, EFS/Evangeliska frikyrkan[496]
- Andreaskyrkan, Luleå, Equmeniakyrkan[497]
- Sankt Andreas kyrka, Malmö, Svenska kyrkan[498]
- Sankt Andreas kyrka, Lund, en medeltida kyrka i Lund
- Andreaskyrkan, Mjölby, Equmeniakyrkan[499]
- Andreaskyrkan, Stockholm, Equmeniakyrkan[500]
- Sankt Andreas kyrka, Strömsnäsbruk, Svenska kyrkan[501]
- Andreaskyrkan, Vaxholm, Equmeniakyrkan[502]
- Rimbo kyrka, en så kallad Andreaskyrka[503]
- Sankt Andreas katolska kyrka, Kristianstad, Romersk-katolska kyrkan
- Väsby kyrka, Svenska kyrkan

## Tjeckien
- Kostel svatého Ondřeje, Ivanovice na Hané, Romersk-katolska kyrkan[504]
- Kostel svatého Ondřeje, Jestřebí, Romersk-katolska kyrkan[505]
- Kostel svatého Ondřeje, Lochovice[506]
- Kostel svatého Ondřeje, Starý Kolín, Romersk-katolska kyrkan[507]
- Kostel svatého Ondřeje, Třebechovice pod Orebem, Romersk-katolska kyrkan[508]

## Tyskland
- St. Andreas, Aachen, Romersk-katolska kyrkan[509]
- St. Andreas, Ahrbrück, Romersk-katolska kyrkan[510]
- St. Andreas, Alswede, Westfalens evangeliska kyrka[511] (En av kyrkorna inom Tysklands evangeliska kyrka)
- St. Andreas, Anwalting, Romersk-katolska kyrkan[512]
- Andreaskirche, Aurich, Evangelisk-lutherska kyrkan i Hannover[513] (En av kyrkorna inom Tysklands evangeliska kyrka)
- St. Andreas, Aying, Romersk-katolska kyrkan[514]
- St. Andreas, Babenhausen, Romersk-katolska kyrkan[515]
- Kirche St. Andreas, Bad Gögging, Romersk-katolska kyrkan[516]
- St. Andreas-Kirche, Bad Lauterberg, Evangelisk-lutherska kyrkan i Hannover[517] (En av kyrkorna inom Tysklands evangeliska kyrka)
- St. Andreas, Bad Salzungen, Romersk-katolska kyrkan[518]
- St. Andreas und Mariä Himmelfahrt, Beckingen, Romersk-katolska kyrkan[519]
- St. Andreas, Berchtesgaden, Romersk-katolska kyrkan[520]
- St.-Andreas-Kirche, Berlin, evangelisk kyrka som förstördes under andra världskriget[521]
- Apostel-Andreas-Kirche, Berlin, evangelisk kyrka[522]
- Andreaskirche, Berlin, evangelisk kyrka[523]
- Kirche St. Nicolai Andreas zu Biegen, Evangeliska kyrkan i Berlin-Brandenburg-schlesische Oberlausitz[524] (En av kyrkorna inom Tysklands evangeliska kyrka)
- St.-Andreas-Kirche (Biere), evangelisk kyrka[525]
- St. Andreas, Braunlage, Romersk-katolska kyrkan[526]
- St. Andreas, Braunschweig, Evangelisk-lutherska kyrkan i Braunschweig[527] (En av kyrkorna inom Tysklands evangeliska kyrka)
- Propsteikirche St. Petrus und Andreas, Brilon, Romersk-katolska kyrkan[528]
- St.-Andreas-Kirche, Cloppenburg, Romersk-katolska kyrkan[529]
- Dominikanerkirche St. Andreas, Düsseldorf, Romersk-katolska kyrkan[530]
- St. Andreas, Eching, Romersk-katolska kyrkan[531]
- St. Andreas, Oberharz am Brocken, Romersk-katolska kyrkan[532]
- St. Andreas, Emsbüren, Romersk-katolska kyrkan[533]
- Andreaskirche, Erfurt, Evangeliska kyrkan i Mellantyskland[534] (En av kyrkorna inom Tysklands evangeliska kyrka)
- St. Andreas Ermstedt, Evangeliska kyrkan i Mellantyskland[535] (En av kyrkorna inom Tysklands evangeliska kyrka)
- St. Andreas, Rüttenscheid, Essen, Romersk-katolska kyrkan[536]
- St. Andreas, Farchant, Romersk-katolska kyrkan[537]
- Andreaskirche, Frankfurt am Main, Evangeliska kyrkan i Hessen och Nassau[538] (En av kyrkorna inom Tysklands evangeliska kyrka)
- Andreaskirche, Freising, Romersk-katolska kyrkan[539]
- St. Andreas, Fulda, Romersk-katolska kyrkan[540]
- St.-Andreas-Kirche, Gschwend, Romersk-katolska kyrkan[541]
- St.-Andreas-Kirche, Gübs, Romersk-katolska kyrkan[542]
- St.-Andreas-Kirche, Gerbstedt, Evangeliska kyrkan i Mellantyskland[543] (En av kyrkorna inom Tysklands evangeliska kyrka)
- St. Andreas, Gundackersdorf, Romersk-katolska kyrkan[544]
- St. Andreas, Günzerode, Evangeliska kyrkan i Mellantyskland[545] (En av kyrkorna inom Tysklands evangeliska kyrka)
- St. Andreas, Haferungen, Evangeliska kyrkan i Mellantyskland[546] (En av kyrkorna inom Tysklands evangeliska kyrka)
- St.-Andreas-Kirche vid Franciskanerklostret i Halberstadt, Romersk-katolska kyrkan[547]
- St. Andreas, Harzungen, Evangeliska kyrkan i Mellantyskland[548] (En av kyrkorna inom Tysklands evangeliska kyrka)
- St.-Andreas-Kirche, Hasede, Romersk-katolska kyrkan[549]
- St. Andreas, Heinsberg, Romersk-katolska kyrkan[550]
- Andreaskirche, Hesel, Romersk-katolska kyrkan[551]
- Andreaskirche, Hildesheim, Evangelisk-lutherska kyrkan i Hannover[552]
- St. Andreas, Homburg, Romersk-katolska kyrkan[553]
- St. Andreas, Hullern, Romersk-katolska kyrkan[554]
- Andreaskirche, Hüllhorst, Westfalens evangeliska kyrka[555] (En av kyrkorna inom Tysklands evangeliska kyrka)
- St. Andreas und Matthias, Jülich, Romersk-katolska kyrkan[556]
- St. Andreas, Karlstadt, Romersk-katolska kyrkan[557]
- Andreaskirche, Kirchheim an der Weinstraße, Romersk-katolska kyrkan[558]
- St. Andreas, Klein-Winternheim, Romersk-katolska kyrkan[559]
- St. Andreas, Korschenbroich, Romersk-katolska kyrkan[560]
- Dominikanerkirche St. Andreas, Köln, Romersk-katolska kyrkan[561]
- St. Andreas, Langelsheim, Evangelisk-lutherska kyrkan i Braunschweig[562] (En av kyrkorna inom Tysklands evangeliska kyrka)
- Sankt-Andreas-Kirche, Lancken-Granitz, Evangelisk-lutherska kyrkan i Nordtyskland[563] (En av kyrkorna inom Tysklands evangeliska kyrka)
- Andreaskapelle, Leipzig, Sachsens evangelisk-lutherska kyrka[564] (En av kyrkorna inom Tysklands evangeliska kyrka)
- Andreaskirche, Leipzig, evangelisk-luthersk kyrka som förstördes under andra världskriget[565]
- St. Andreas, Leverkusen, Romersk-katolska kyrkan[566]
- St. Andreas, Lichtenau, Romersk-katolska kyrkan[567]
- St. Andreas, Lübbecke, Westfalens evangeliska kyrka[568] (En av kyrkorna inom Tysklands evangeliska kyrka)
- St. Andreas, Lübeck, Evangelisk-lutherska kyrkan i Nordtyskland[569] (En av kyrkorna inom Tysklands evangeliska kyrka)
- St. Helena und Andreas, Ludwigslust, Romersk-katolska kyrkan[570]
- Sankt-Andreas-Kirche, Magdeburg, Romersk-katolska kyrkan[571]
- Andreaskirche, Marktrodach, även Markgrafenkirche, Evangelisk-lutherska kyrkan i Bayern[572] (En av kyrkorna inom Tysklands evangeliska kyrka)
- Stadtkapelle St. Andreas, Medebach, Romersk-katolska kyrkan[573]
- St. Andreas, Meine, Romersk-katolska kyrkan[574]
- St. Andreas, Möttingen, Evangelisk-lutherska kyrkan i Bayern[575] (En av kyrkorna inom Tysklands evangeliska kyrka)
- St. Andreas, München, Romersk-katolska kyrkan[576]
- St.-Andreas-Kirche, Nehringen, Evangelisk-lutherska kyrkan i Nordtyskland[577] (En av kyrkorna inom Tysklands evangeliska kyrka)
- St. Andreas, Norf, Romersk-katolska kyrkan[578]
- St. Andreas und Matthias, Niederzier, Romersk-katolska kyrkan, riven 1986[579]
- Andreaskirche, Norden, Romersk-katolska kyrkan, krigsskadad 1531 och sedan förfallen[580]
- St. Andreas, Nürnberg, Evangelisk-lutherska kyrkan i Bayern[581] (En av kyrkorna inom Tysklands evangeliska kyrka)
- St. Andreas, Ostönnen, Westfalens evangeliska kyrka[582] (En av kyrkorna inom Tysklands evangeliska kyrka)
- Andreaskapellet vid Domkyrkan i Passau, Romersk-katolska kyrkan[583]
- St. Andreas, Pfaffenhofen an der Ilm, Romersk-katolska kyrkan[584]
- St.-Andreas-Kirche, Rappin, Evangelisk-lutherska kyrkan i Nordtyskland[585] (En av kyrkorna inom Tysklands evangeliska kyrka)
- St.-Andreas-Kirche, Rostock, Evangelisk-lutherska kyrkan i Nordtyskland[586] (En av kyrkorna inom Tysklands evangeliska kyrka)
- St. Andreas, Rottenburg am Neckar, Romersk-katolska kyrkan[587]
- St. Andreas, Rudolstadt, Evangeliska kyrkan i Mellantyskland[588] (En av kyrkorna inom Tysklands evangeliska kyrka)
- St.-Andreas-Kirche, Salzgitter, Evangelisk-lutherska kyrkan i Braunschweig[589] (En av kyrkorna inom Tysklands evangeliska kyrka)
- St. Andreas, Schillingstedt, Evangeliska kyrkan i Mellantyskland[590] (En av kyrkorna inom Tysklands evangeliska kyrka)
- St. Andreas, Schwenningen, Romersk-katolska kyrkan[591]
- St. Andreas, Seesen, Evangelisk-lutherska kyrkan i Braunschweig[592] (En av kyrkorna inom Tysklands evangeliska kyrka)
- St. Andreas, Südharz, Evangeliska kyrkan i Mellantyskland[593] (En av kyrkorna inom Tysklands evangeliska kyrka)
- St. Andreas, Tanna, Evangeliska kyrkan i Mellantyskland[594] (En av kyrkorna inom Tysklands evangeliska kyrka)
- St. Andreas, Teltow, Evangeliska kyrkan i Berlin-Brandenburg-schlesische Oberlausitz[595] (En av kyrkorna inom Tysklands evangeliska kyrka)
- St. Andreas, Unterreit, Romersk-katolska kyrkan[596]
- St. Andreas, Volkach, Romersk-katolska kyrkan[597]
- St. Jakob und Andreas, Wartmannsroth, Romersk-katolska kyrkan[598]
- St. Andreas, Wassermungenau, Evangelisk-lutherska kyrkan i Bayern[599] (En av kyrkorna inom Tysklands evangeliska kyrka)
- St. Andreas, Weilar, Evangeliska kyrkan i Mellantyskland[600]
- St.-Andreas-Kirche, Weißenburg, Evangelisk-lutherska kyrkan i Bayern[601] (En av kyrkorna inom Tysklands evangeliska kyrka)
- Andreasstift, Worms, med Andreaskirche, numera museum[602]
- St. Andreas, Wüllen, Romersk-katolska kyrkan[603]

## Ukraina
- Sankt Andreas kyrka, Kiev, Ukrainska autokefala ortodoxa kyrkan[604]

## USA

### Arkansas
- Cathedral of St. Andrew, Little Rock, Romersk-katolska kyrkan[605]

### Colorado
- St. Andrew United Methodist Church, Highland Ranch, Förenade Metodistkyrkan[606]

### Florida
- St. Andrew United Methodist Church, Brandon, Förenade Metodistkyrkan[607]
- Saint Andrew United Church of Christ, Sarasota, United Church of Christ[608]

### Hawaii
- The Cathedral of Saint Andrew, Honolulu, Episkopalkyrkan i USA[609]

### Indiana
- Saint Andrew United Methodist Church, West Lafayette, Förenade Metodistkyrkan[610]

### Kalifornien
- St. Andrew's Catholic Church, Pasadena, Romersk-katolska kyrkan[611]
- Saint Andrew United Methodist Church, Santa Maria, Förenade Metodistkyrkan[612]

### Kentucky
- Saint Andrew United Church of Christ, Louisville, United Church of Christ[613]

### Louisiana
- St. Andrew's United Methodist Church, Baton Rouge, Förenade Metodistkyrkan[614]

### Maine
- St. Andrew's Church, Newcastle, ur bruk[615]

### Maryland
- St. Andrew's Episcopal Church, Leonardtown, Episkopalkyrkan i USA[616]
- St. Andrew Cathedral, Silver Spring, Ukrainian Orthodox Church of the USA[617]

### Michigan
- St. Andrew's United Church of Christ, Dexter, United Church of Christ[618]
- Cathedral of Saint Andrew, Grand Rapids, Romersk-katolska kyrkan[619]

### Mississippi
- St. Andrew's United Methodist Church, Florissant, Förenade Metodistkyrkan[620]
- St. Andrew's Cathedral, Jackson, Episkopalkyrkan i USA[621]

### Missouri
- St. Andrew's United Methodist Church, Oxford, Förenade Metodistkyrkan[622]

### New Jersey
- St. Andrew's United Methodist Church, Spring Lake, Förenade Metodistkyrkan[623]

### North Carolina
- Saint Andrews United Methodist Church, Raleigh, Förenade Metodistkyrkan[624]

### Ohio
- St. Andrews United Methodist Church, Findlay, Förenade Metodistkyrkan[625]
- Church of Saint Andrew United Methodist, Toledo, Förenade Metodistkyrkan[626]

### Oklahoma
- St. Andrews United Methodist Church, Oklahoma City, Förenade Metodistkyrkan[627]

### Pennsylvania
- Saint Andrews United Presbyterian Church, Butler, Presbyterian Church (USA)[628]
- St. Andrew's Cathedral, Philadelphia, Rysk-ortodoxa kyrkan[629]
- St. Andrew's Church of the United Church of Christ, Perkasie, United Church of Christ[630]
- St. Andrew's United Church of Christ, Reading, United Church of Christ[631]

### Texas
- St. Andrew United Methodist Church, Plano, Förenade Metodistkyrkan[632]

### Virginia
- St. Andrew's Roman Catholic Church, Roanoke, Romersk-katolska kyrkan[633]
- St. Andrew's United Methodist Church, Virginia Beach, Förenade Metodistkyrkan[634]

### Wisconsin
- St. Andrew Catholic Church, LeRoy, Romersk-katolska kyrkan[635]

## Vitryssland
- Sankt Andreas kyrka, Barysaŭ, Rysk-ortodoxa kyrkan[636]

## Österrike
- Andreaskirche, Döllach, Romersk-katolska kyrkan[637]
- Kirche St. Andrä, Graz, Romersk-katolska kyrkan[638]
- Andreaskirche, Laas, Romersk-katolska kyrkan[639]
- Stadtpfarrkirche St. Andrä, Lienz, Romersk-katolska kyrkan[640]
- Pfarrkirche hl. Andreas, Piber, Romersk-katolska kyrkan[641]
- Andreaskirche, Pichlwang, även Schimmelkirche, Romersk-katolska kyrkan[642]
- Filialkirche Heiliger Andreas, Rappersdorf, Romersk-katolska kyrkan[643]
- Andräkirche, Salzburg, Romersk-katolska kyrkan[644]
- Pfarrkirche St. Andrä vor dem Hagental, St. Andrä-Wördern, Romersk-katolska kyrkan[645]